# Flare (ottica)
I flare (chiamati anche Lens-flare o Flare-effect) sono dei difetti ottici che si verificano in determinate condizioni di luce fotografando o filmando una scena. La presenza di flare in un'immagine può portare a una grande perdita di contrasto con un conseguente appiattimento della gamma cromatica, questo fenomeno viene chiamato Flare a velo, oppure può far comparire dei bagliori o delle piccole aberrazioni cromatiche in diversi punti della composizione, queste imperfezioni vengono anche chiamate Ghost fotografici e differiscono tra loro per forma o colore.

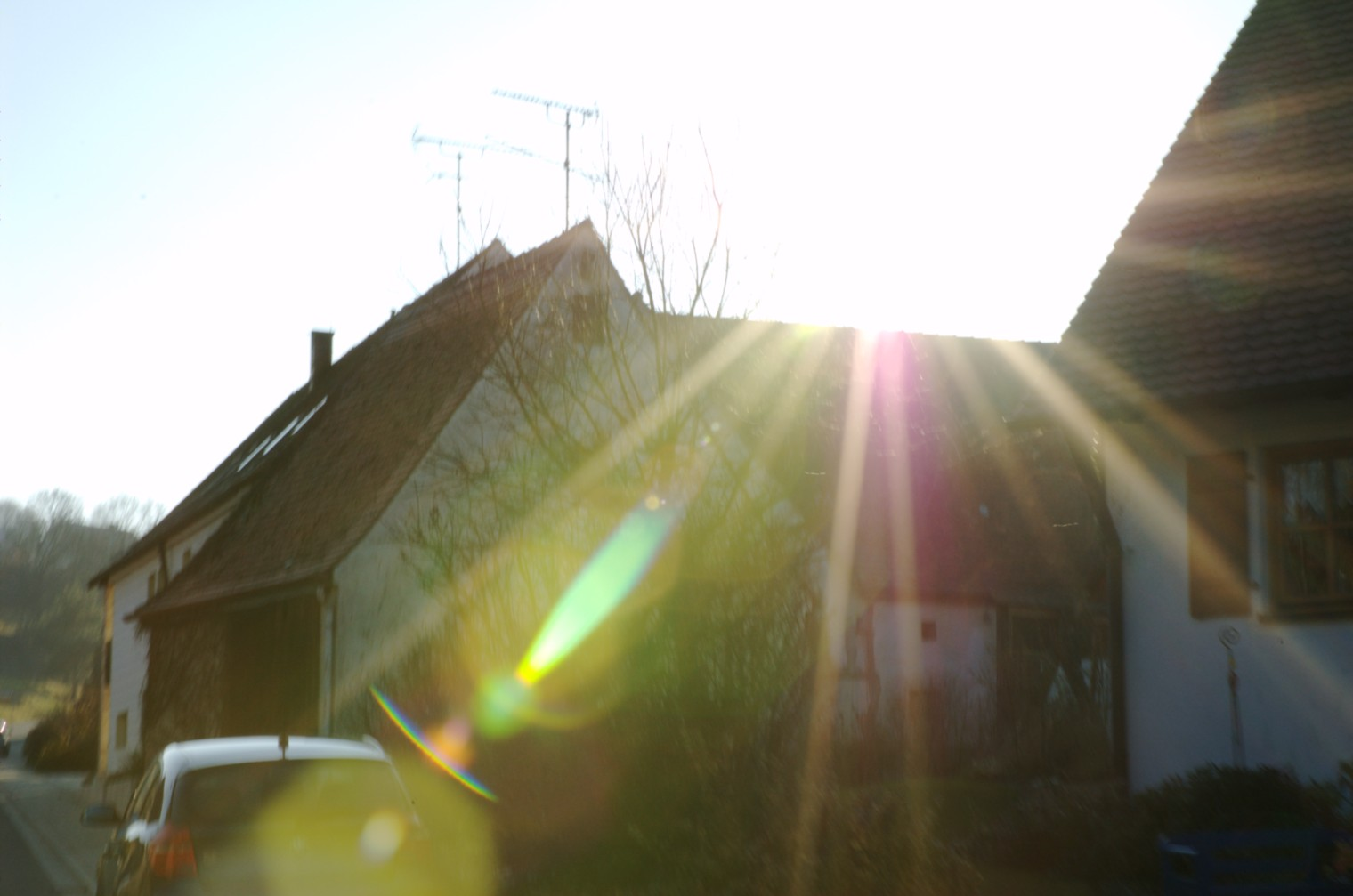
Un classico esempio di flare

## Perché si formano i flare
La causa principale della formazione dei flare è rappresentata dalla posizione della luce che tende a generare queste aberrazioni quando la sorgente luminosa si trova davanti o lateralmente alla fotocamera. In queste condizioni i raggi parassitari hanno più probabilità di subire fenomeni di riflessione, rimbalzando tra le lenti interne all'obiettivo e causando questo difetto ottico.
La luce comunque non è l'unica variabile da tenere presente visto che anche la tipologia di obiettivo ha una certa rilevanza, in generale possiamo dire che più la struttura delle lente è complicata, maggiori probabilità si hanno di veder comparire dei flare, la spiegazione è data dal fatto che più lenti sono presenti internamente all'obiettivo e più possibilità si hanno di avere fenomeni di riflessione. Quindi possiamo dire che gli obiettivi zoom e quelli stabilizzati sono più soggetti a questo difetto rispetto ad una focale fissa.
Ma bisogna anche tenere presente l'angolo di campo di una determinata lente, perché maggiore sarà questa variabile e più probabilità ci saranno di avere delle infiltrazioni di luce parassitaria. Quindi tenendo conto di questo fattore, si può affermare che le ottiche grandangolari sono più sensibili ai flare rispetto ai teleobiettivi.

## Come eliminare i flare
Generalmente i lens-flare non si formano quando la sorgente di luce si trova alle spalle del fotografo, mentre nelle altre circostanze l'unico strumento che può aiutare ad eliminare questo difetto è il paraluce, un accessorio fotografico che una volta avvitato sopra all'obiettivo è in grado di bloccare la maggior parte dei raggi parassitari.
Bisogna comunque tenere presente che negli ultimi anni è cambiata l'opinione generale su questo argomento e i flare vengono spesso usati sia in fotografia che nel cinema come elemento artistico per valorizzare un soggetto presente in scena.

Anche il noto regista J.J. Abrams in un'intervista  rilasciata a inizio 2016 ha ammesso il suo abuso di Flare Effect nei suoi film:
"Stavo facendo vedere a mia moglie un primo montaggio di Into Darkness - Star Trek quando durante una sequenza mi ha detto che non riusciva a capire cosa stesse accadendo. A quel punto ho capito quanto stupido fossi stato. Ho dovuto chiedere ai tecnici degli effetti speciali di rimuovere i bagliori… una cosa idiota, lo so. Ma ammettere di avere una dipendenza è il primo passo verso la guarigione” .